# Provodovice
Provodovice jsou obec v okrese Přerov v Olomouckém kraji. Žije zde 160 obyvatel. 

## Název
Na vesnici bylo přeneseno původní pojmenování jejích obyvatel Provodovici odvozené od osobního jména Provod(a) (které bylo utvořeno od obecného próvod - "průvod"). Význam místního jména byl "Provodovi lidé".

## Historie
První písemná zmínka o vesnici pochází z roku 1320 (Prowodouicz).

## Obyvatelstvo
| Rok            | 1869 | 1880 | 1890 | 1900 | 1910 | 1921 | 1930 | 1950 | 1961 | 1970 | 1980 | 1991 | 2001 | 2011 | 2021 |
| -------------- | ---- | ---- | ---- | ---- | ---- | ---- | ---- | ---- | ---- | ---- | ---- | ---- | ---- | ---- | ---- |
| Počet obyvatel | 253  | 314  | 289  | 249  | 235  | 214  | 233  | 225  | 231  | 217  | 189  | 148  | 125  | 146  | 150  |
| Počet domů     | 43   | 45   | 46   | 47   | 44   | 46   | 49   | 48   | 49   | 52   | 50   | 50   | 56   | 58   | 59   |

## Obecní správa
Mezi lety 1869–1983 Provodovice byly obcí v okrese Holešov (1869), poté v okrese Hranice (1880–1950) a později v okrese Přerov. Od 1. července 1983 do 23. listopadu 1990 patřily jako část obce k Všechovicím a od 24. listopadu 1990 jsou opět samostatnou obcí.

### Obecní symboly
Znak a vlajka byly obci uděleny rozhodnutím předsedy Poslanecké sněmovny Parlamentu České republiky dne 14. ledna 2000.

## Galerie

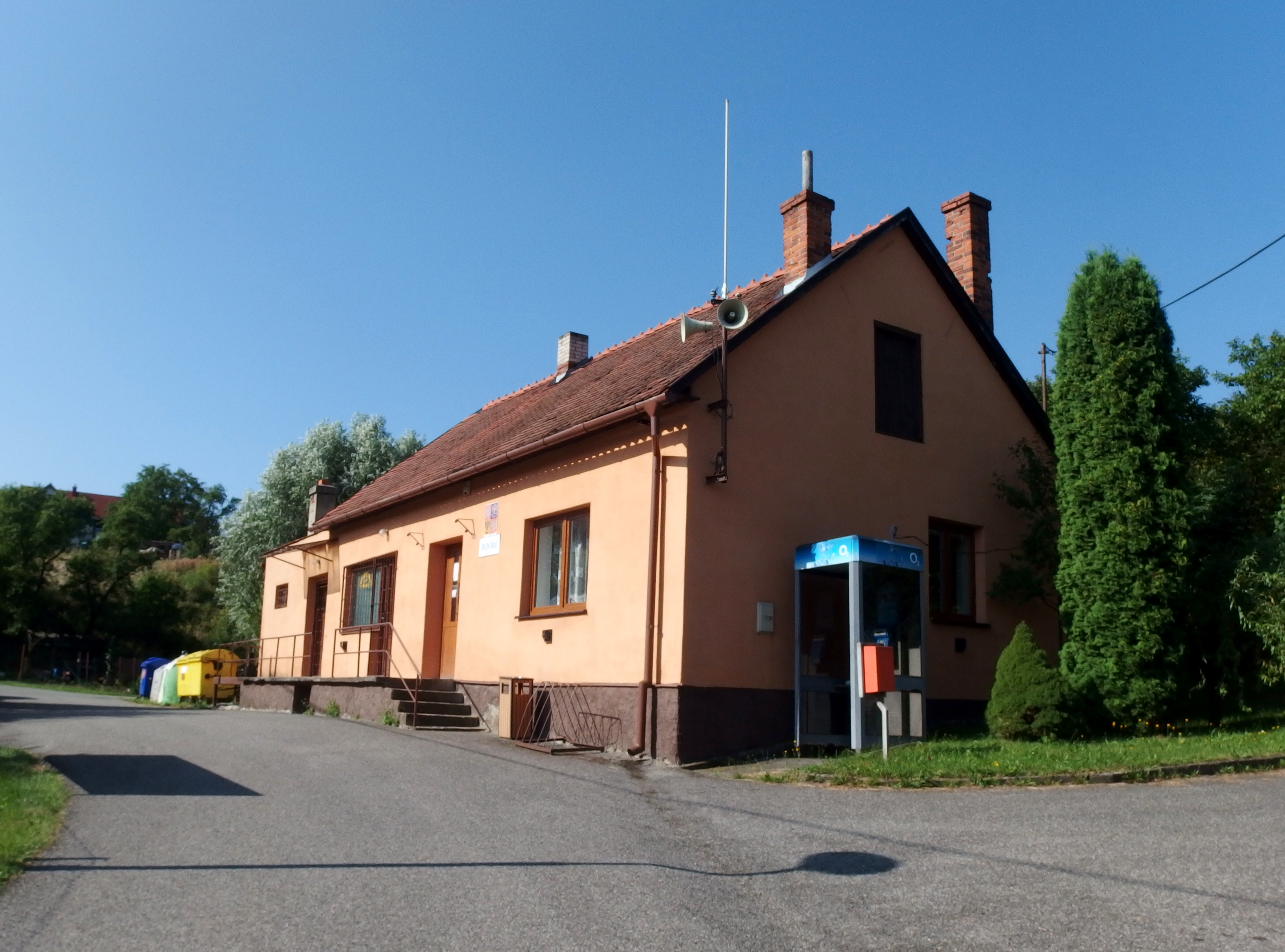
Obecní úřad
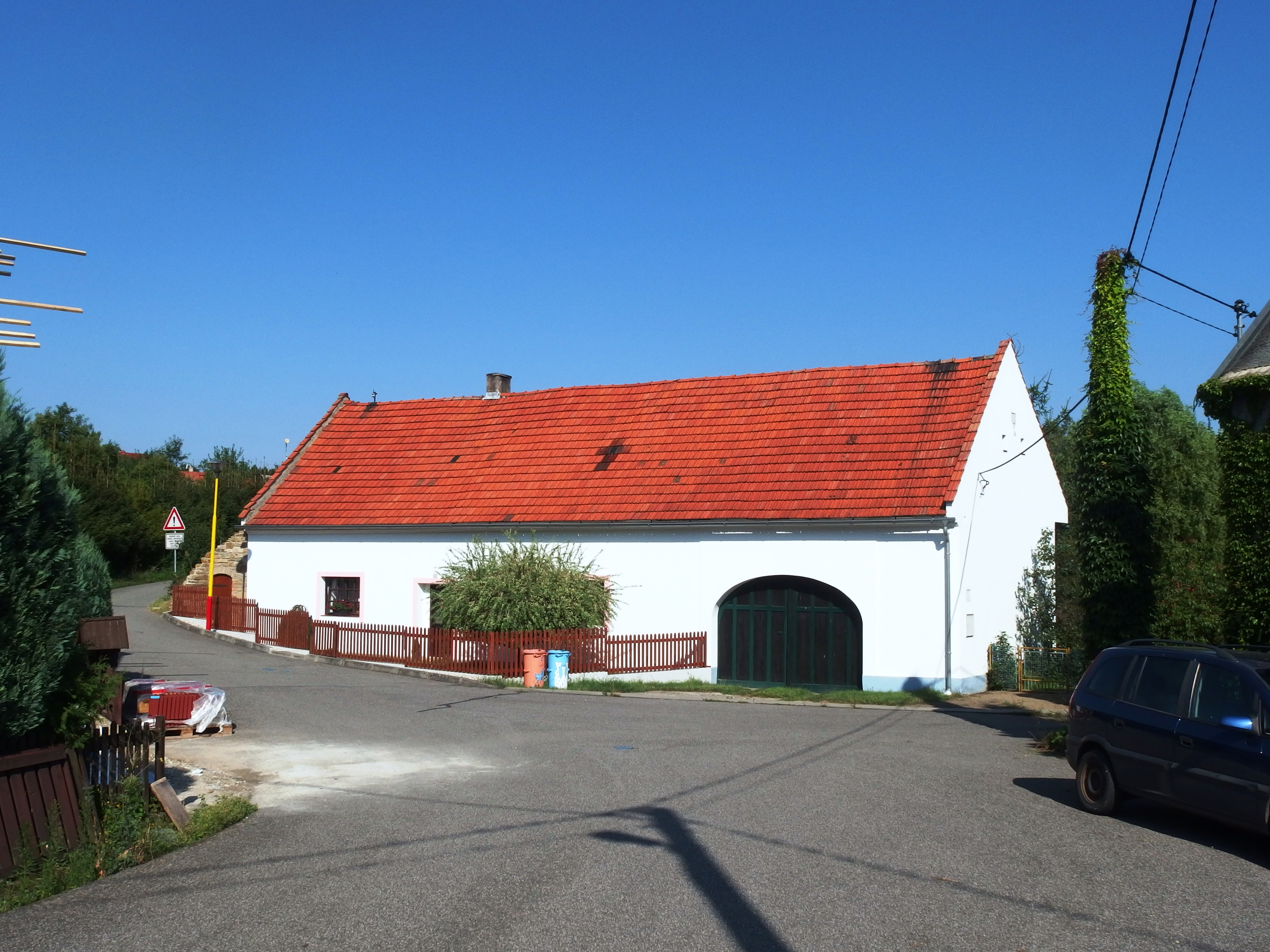
Usedlost č. p. 4
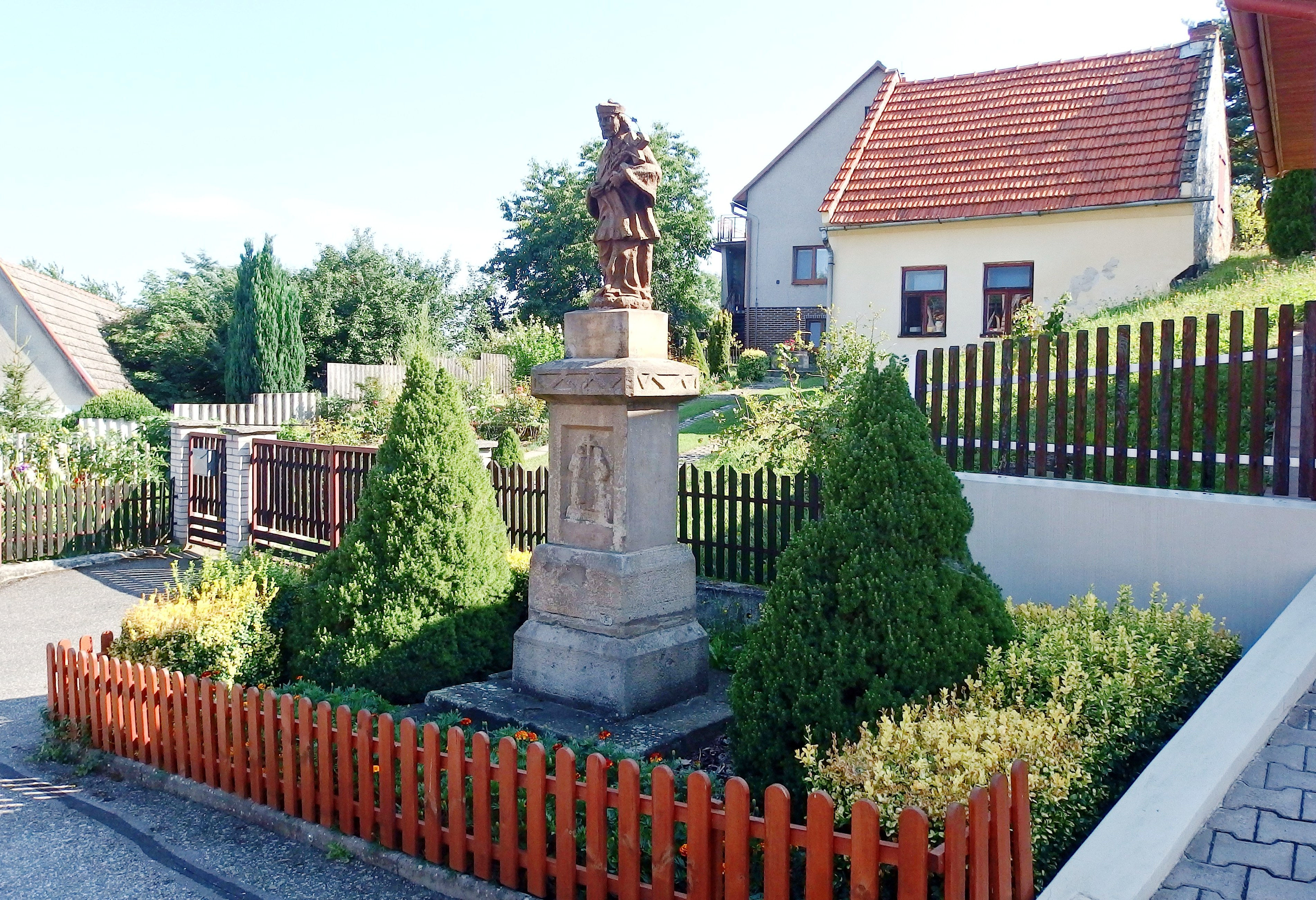
Socha Jana Nepomuckého
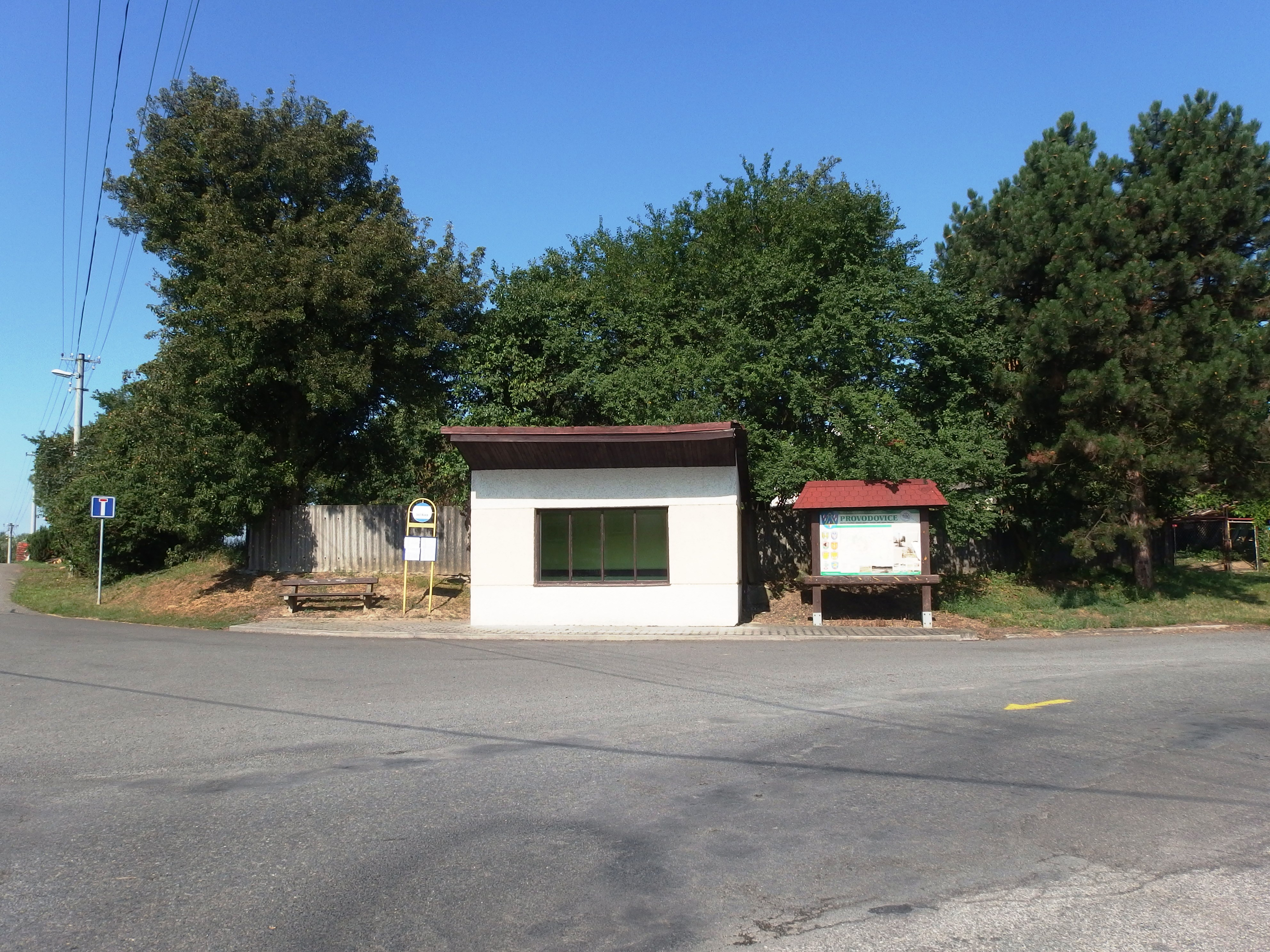
Autobusová zastávka